# Daskabát
Daskabát (deutsch Daskabat) ist eine Gemeinde in Tschechien. Sie liegt 13 Kilometer östlich von Olomouc und gehört zum Okres Olomouc.

## Geographie
Daskabát befindet sich am südwestlichen Fuße der Oderberge. Das Dorf erstreckt sich rechtsseitig über dem Tal der Olešnice. Nördlich erhebt sich die Strážná (625 m), im Nordosten der Mlýnský kopec (604 m) und der Holý kopec (600 m). Gegen Nordosten erstreckt sich der Truppenübungsplatz Libavá. Am nördlichen Ortsrand verläuft die Schnellstraße R 35 / E 462 / E 442 zwischen Olomouc und Lipník nad Bečvou.
Nachbarorte sind Kramlov im Norden, Kozlov im Nordosten, Velký Újezd im Osten, Staměřice und Výkleky im Südosten, Lazníčky, Zákřov und Tršice im Süden, Olešnice und Doloplazy im Südwesten, Svésedlice und Kocourovec im Westen sowie Mrsklesy und Mariánské Údolí im Nordwesten.

## Geschichte

### Otěhřiby
Die erste schriftliche Erwähnung von Ottegriby erfolgte 1232 in einer Urkunde des Olmützer Bischofs Robert von England. Zwischen 1281 und 1283 ist Vran de Otiehrib bzw. de Othehreb als Besitzer nachweislich. Im Jahre 1360 wurde das Dorf als Wocziehrzib, ab 1380 als Otiehrzib und ab 1406 als Otěhřiby, Otyehrzeb, Otyechrziby und Otyehrziby bezeichnet. 1371 erwarb Sulík von Tvorovice das Gut Ottirzow von Jaroslav von Odlochovice. Nachfolgende Besitzer waren Jan von Sternberg und von 1406 bis 1418 Rachman von Ugezd Wladiczi. 1446 wurde ein Ctibor de Otiehrzib erwähnt. Im Jahre darauf überschrieb Eliška von Býkovice die Feste und das Dorf Otyechrziby in der Landtafel an Jan Lapka von Starý Jičín. Nach dessen Tod fiel das Gut an König Ladislaus Postumus heim, der es 1456 an Jindřich von Bystřice überschrieb. Ihm folgte wenig später Jan Sedlický von Dobrá Voda, der Otěhřiby einschließlich des Pachtgerichts (zákupní rychta) an Václav Škoda von Zástřizl, Havel von Bařice und Zdenko von Stěchovice weiterleitete. Das Dorf und die Feste erloschen wahrscheinlich während des böhmisch-ungarischen Krieges. Als Bohuš von Kokor 1481 das Gut von seinen drei Vorbesitzern kaufte, wurde Votěhřiby als wüst bezeichnet und bestand nur noch aus dem Gericht und einem Gehöft. Im Jahr darauf wurde das wüste Dorf Votěhřiby an die Herrschaft Tršice angeschlossen.

## Daskabát
Um 1560 ließ der Besitzer von Tršice, Nikodem von Bobolusk, auf den Fluren des erloschenen Dorfes Otěhřiby eine neue Siedlung anlegen. Der Grundherr teilte den Siedlern Bauland und Felder zu und sicherte ihnen und ihren Nachkommen eine dauerhafte Freiheit von Fron und Abgaben zu. Der Überlieferung nach sollen die ersten Siedler sechs Kriegsveteranen und Ignác genannt Nádvorník, ein Bediensteter aus dem Gasthof Leipnik gewesen sein. Insgesamt wurden zwölf Personen ansässig, die ihr Dorf Nová Ves nannten. Dieses wurde 1568 erstmals schriftlich als nová ves slove Otěhřib erwähnt, als Nikodem von Bobolusk die Herrschaft Tršice an den Olmützer Bischof Wilhelm Prusinovský von Víckov verkaufte. Die bischöfliche Güterverwaltung wollte die vom Vorbesitzer zugesicherten Freiheiten nicht anerkennen, dem widersetzten sich die Siedler lange Zeit. Aus dem dabei von einem herrschaftlichen Beamten gemachten Ausspruch soll der Beiname Daskabát entstanden sein. Im Jahre 1581 wurde der Ort als Nová Ves jinak Daskabát und 1583 als Neydorf ansonsten Daskabát bezeichnet. Zu dieser Zeit waren die meisten der Siedler deutschsprachig. Ab 1605 wurde das Dorf Daskabat und 1715 Daškabát genannt. Die Matriken werden seit 1666 in Tršice geführt. Bis zur Mitte des 19. Jahrhunderts blieb das Dorf als Teil der Herrschaft Tršice dem Olmützer Domkapitel untertänig.
Nach der Aufhebung der Patrimonialherrschaften bildete Daskabát/Daskabat ab 1850 mit dem Ortsteil Kocourovec eine Gemeinde in der Bezirkshauptmannschaft Mährisch Weißkirchen. Im Jahre 1855 wurde die Gemeinde dem Bezirk Leipnik zugeordnet, ab 1868 gehörte sie wieder zum Bezirk Mährisch Weißkirchen. Zwischen 1877 und 1885 trug die Gemeinde den Namen Daskabáty. Kocourovec wurde 1882 nach Přáslavice umgemeindet. Im Jahre 1883 eröffnete in Daskabát eine eigene Schule. 1949 wurde die Gemeinde aus dem Okres Hranice in den Okres Olomouc-okolí umgegliedert und seit dessen Aufhebung im Jahre 1961 gehört sie zum Okres Olomouc.
1974 erfolgte die Eingemeindung nach Velký Újezd. Drei Jahre später wurde der Schulunterricht in Daskabát eingestellt. Im Jahre 1990 löste sich Daskabát wieder von Velký Újezd los und bildete eine eigene Gemeinde. Die Schule wurde im Herbst 1990 wiedereröffnet.
Durch die Lage des Dorfes an der Hauptfernstraßenverbindung von Olomouc nach Ostrava war Daskabát einem starken Durchgangsverkehrs ausgesetzt. Die an der Fernstraße liegende Gaststätte U Matesa ist vor allem von Reisenden vielbesucht. Zum Ende der 1990er Jahre entstand nördlich des Dorfes die Schnellstraße R 35.

## Gemeindegliederung
Für die Gemeinde Daskabát sind keine Ortsteile ausgewiesen. Zu Daskabát gehört die Einschicht Kramlov.

## Sehenswürdigkeiten
- Kapelle des hl. Johannes von Nepomuk, erbaut 1909
- Feldkapelle der Jungfrau Maria vom Svatý Kopeček, nördlich des Dorfes an der Schnellstraße
- Mehrere Steinkreuze
- Burgstall der mittelalterlichen Feste Otěhřiby, archäologische Fundstätte, nordwestlich des Dorfes, sie wurde 1447 erstmals erwähnt und wahrscheinlich während des böhmisch-ungarischen Krieges zusammen mit dem Dorf zerstört
- Burgstall „Daskabát“, nordöstlich des Dorfes am Platz Zámčisko, dabei handelt es sich möglicherweise um die Feste Sedlec. Das seit 1353 nachweisliche Dorf erlosch zwischen 1483 und 1493. Es befand sich im Gebiet zwischen Veselíčko, Velký Újezd, Daskabát, Vinary, Žeravice, Radvanice und Zábeštní Lhota. Nach einer Urkunde von 1578 soll es jedoch bei Radvanice und Zábeštní Lhota gelegen sein.[6]

## Trivia
Die Ähnlichkeit des Ortsnamens assoziiert gelegentlich eine Verbindung zum fiktiven südböhmischen Dorf Dalskabáty in dem Jan Drdas populäre Märchenkomödie Dalskabáty, hříšná ves aneb Zapomenutý čert (Dalskabáty, Das sündige Dorf oder Der vergessene Teufel) handelt. Jedoch gilt es als ausgeschlossen, dass Drda in Daskabát zu seiner Geschichte um einen bekehrten Teufel und einen als Pfarrer verkleideten Satan inspiriert worden sein könnte.